# SAZAS letna lestvica slovenskih skladb 2003
SAZAS letna lestvica najbolj predvajanih slovenskih skladb 2003, ki vključuje le domače izvajalce za dve TOP 50 lestvici: reparticijski razred 100 (nacionalni radio) in razred 110 (komercialne postaje).

## Kategorija
Celotna lestvica obeh kategorij obsega Top 50 slovenskih skladb leta 2003.
| Mesto | Naslov                  | Izvajalec        |
| ----- | ----------------------- | ---------------- |
| 1     | "Vedno zame"            | Gušti ft. Polona |
| 2     | "Mi paše"               | Danilo Kocjančič |
| 3     | "Lep poletni dan"       | Karmen Stavec    |
| 4     | "Vrn' se k men'"        | Big Foot Mama    |
| 5     | "Življenje je"          | Andraž Hribar    |
| 6     | "Za tvoj rojstni dan"   | Saša Lendero     |
| 7     | "Divje"                 | Tabu             |
| 8     | "Me zemljo in zrakom"   | Tinkara Kovač    |
| 9     | "Poglej me v oči"       | Alenka Godec     |
| 10    | "Imej me vedno s seboj" | Faraoni          |

| Mesto | Naslov                 | Izvajalec                   |
| ----- | ---------------------- | --------------------------- |
| 1     | "Lep poletni dan"      | Karmen Stavec               |
| 2     | "Komar"                | Pika Božič                  |
| 3     | "Vedno zame"           | Gušti ft. Polona            |
| 4     | "Divje"                | Tabu                        |
| 5     | "Zapleši z nami"       | Bepop                       |
| 6     | "Hir aj kam hir aj go" | Magnifico                   |
| 7     | "Ne bom čakala te"     | PIka Božič                  |
| 8     | "Napoj"                | Siddharta                   |
| 9     | "Dobro si me oglej"    | Unique                      |
| 10    | "Od višine se zvrti"   | Siddharta ft. Vlado Kreslin |